# Michel Rabardeau
Michel Rabardeau (Orleans, 22 de julio de 1572-París, 24 de diciembre de 1648) fue un religioso jesuita francés.

## Biografía
A los veintitrés años entró en la Compañía de Jesús, fue profesor de filosofía y teología y director de los colegios de Bourges y Amiens. Es principalmente conocido por su obra Optatus Gallus benigna manu sectus (París, 1641), contestación a otra de Charles Hersent, sacerdote del Oratorio de Jesús, titulada Optati Galli de cavendo schismate (1640). En ella sostenía Rabardeau la teoría de que se podía crear un patriarcado en Francia sin necesidad de consultar al papa, por lo que su libro fue incluido en el Index librorum prohibitorum.